# Бабарики
Бабари́ки — село в Україні, у Остерській міській громаді Чернігівського району Чернігівської області. Населення становить 142 осіб. До 2020 орган місцевого самоврядування — Одинцівська сільська рада.

## Історія
За описом Київського намісництва 1781 року в "деревне Бабариках" Остерської сотні 24 хати. На мапі Шуберта 1832 року - 30 дворів. 
За даними на 1859 рік у козацькому, казенному й власницькому селі Остерського повіту Чернігівської губернії мешкало 235 осіб (111 чоловічої статі та 124 — жіночої), налічувалось 40 дворових господарств. 1901 року -388 осіб. У 1924 році мешкало 429 осіб у 88 господарствах. На мапі 1941 року - 105 господарств. За переписом 1979 року проживало близько 300 осіб.
12 червня 2020 року, відповідно до розпорядження Кабінету Міністрів України № 730-р «Про визначення адміністративних центрів та затвердження територій територіальних громад Чернігівської області», увійшло до складу Остерської міської громади.
19 липня 2020 року, в результаті адміністративно - територіальної реформи та ліквідації колишнього Козелецького району, село увійшло до складу новоутвореного Чернігівського району Чернігівської області.

## Населення

### Мова
Розподіл населення за рідною мовою за даними перепису 2001 року:
| Мова       | Кількість | Відсоток |
| ---------- | --------- | -------- |
| українська | 194       | 98.48%   |
| російська  | 2         | 1.01%    |
| білоруська | 1         | 0.51%    |
| Усього     | 197       | 100%     |